# Pseudomesosella ussuriensis
Pseudomesosella ussuriensis är en skalbaggsart som först beskrevs av Cherepanov 1983.  Pseudomesosella ussuriensis ingår i släktet Pseudomesosella och familjen långhorningar. Inga underarter finns listade i Catalogue of Life.